# Першиц, Абрам Исаакович
Абра́м Исаа́кович Пе́ршиц (1 марта 1923, Москва — 1 октября 2007, там же) — советский и российский историк, этнограф. Доктор исторических наук (1971), профессор (1988).

## Биография
В 1944 году окончил исторический факультет МГУ, в 1948 году — аспирантуру.
Кандидат исторических наук (1948), доктор исторических наук (1971, диссертация «Оседлое и кочевое общество Северной Аравии в новое время»).
Преподавал в Кабардинском, Бухарском и Бийском государственных педагогических институтах.
С 1954 года — сотрудник Института этнографии АН СССР/РАН, с 1967 года руководитель группы, затем сектора истории первобытного общества. По свидетельству В. Р. Кабо, Першиц «был образованным человеком, хорошо ориентировался в западной теоретической этнографии и обладал умением подать залежалый товар в привлекательной современной упаковке». Эти черты помогли ему стать незаменимым помощником директоров Института С. П. Толстова и Ю. В. Бромлея. Как вспоминал Кабо: "Многие годы Першиц руководил сектором истории первобытного общества, единственным в системе гуманитарных академических институтов: такого сектора не было ни в Институте истории, ни в Институте археологии".
Похоронен в Москве на Донском кладбище.

## Труды
Автор более 150 работ по общей этнографии, этнографии Аравийского полуострова и истории первобытного общества, в том числе учебных пособий. Один из авторов «Большой советской энциклопедии».
- Арабы Аравийского полуострова. — М.: Географгиз, 1958. — 54 с. — (Народы земного шара).
- Георг Август Валлин — исследователь внутренней Аравии. — М.: Географгиз, 1958. — 36 с. — (Замечательные географы и путешественники).
- Хозяйство и общественно-политический строй Северной Аравии в XIX — первой трети XX в. — М.: Издательство Академии наук СССР, 1961. — 210 с. — (Труды Института этнографии имени Н. Н. Миклухо-Маклая. Новая серия, том 69).
- История первобытного общества. — М., 1968 (3-е изд. 1982; совм. с В. П. Алексеевым и А. Л. Монгайтом).
- История первобытного общества. Общие вопросы, проблемы антропосоциогенеза. — М., 1983 (в соавторстве).
- Собирательство / Першиц А. И. // Собаки — Струна. — М. : Советская энциклопедия, 1976. — (Большая советская энциклопедия : [в 30 т.] / гл. ред.  А. М. Прохоров ; 1969—1978, т. 24, кн. I).